# Селечки манастир (Прилепско)
Вижте пояснителната страница за други значения на Селечки манастир.
„Свети Димитър“ (на македонска литературна норма: „Свети Димитриј“), по-известен само като Селечки манастир, е православен манастир в прилепското село Селце, Северна Македония, под управлението на Преспанско-Пелагонийската епархия на Македонската православна църква. 

## География
Манастирът се намира в непосредствена близост до Прилеп и до него води асфалтов път. Разположен е в подножието на Селечката планина.

## История
В 1933 година край Селце е построен манастирът „Свети Димитър“ при епископ Николай Охридско-Битолски. Църквата е еднокорабна сграда, с полукръгла апсида на източната страна. Манастирската църква е осветена на 2 август 1960 година от митрополит Климент Преспанско-Битолски.